# Brenda Kirk
Brenda Kirk (11 gennaio 1951 – 6 settembre 2015) è stata una tennista sudafricana.

## Carriera
In carriera ha ottenuto due vittorie in doppio. Nel 1971 vince il WTA Swiss Open in coppia con Laura Rossouw e l'anno successivo vince l'Irish Open in coppia con la connazionale Pat Walkden. Nei tornei del Grande Slam ottiene il suo miglior risultato raggiungendo i quarti di finale in doppio agli US Open nel 1972, in coppia con Pat Walkden.
Nel 1972 vince la Fed Cup, primo successo nella competizione per la squadra sudafricana.

## Statistiche

### Doppio

#### Vittorie (2)
| Numero | Anno | Torneo                 | Superficie  | Compagna      | Avversarie in finale             | Punteggio      |
| 1.     | 1971 | WTA Swiss Open, Gstaad | Terra rossa | Laura Rossouw | Françoise Dürr Lea Pericoli      | 8-6, 6-3       |
| 2.     | 1972 | Irish Open, Dublino    | Erba        | Pat Walkden   | Evonne Goolagong Karen Krantzcke | 6-3, 8-10, 6-2 |